# Dálnice A3 (Rakousko)
Dálnice A3, někdy nazývána jako Jihovýchodní dálnice (německy Autobahn A3 nebo Südost Autobahn), je rakouská dálnice. V roce 2021 bylo z celkové délky 40 km v provozu 30 km. Dálnice začíná na křižovatce s dálnicí A2 u Guntramsdorfu a vede jihovýchodním směrem kolem Eisenstadtu k maďarským hranicím, kde by se měla v budoucnu napojit na dálnici M85.
Výstavba dálnice A3 byla zahájena na začátku 70. let 20. století, jako první byl otevřen krátký úsek Großhöflein – Eisenstadt dne 17. července 1974. Původně měla dálnice vést až do Vídně, kde se měla u Simmeringu napojit na dálnici A23, kvůli protestům ochránců životního prostředí byla nakonec v roce 1996 napojena na dálnici A2 u Guntramsdorfu (číslování kilometrů v Burgenlandu dosud reflektuje původní záměr vést dálnici až do Vídně). Zatím posledním zprovozněným úsekem je půlprofil u Wulkaprodersdorfu. Výstavba zbylých 10 km k maďarským hranicím je teprve plánována.

## Dálniční křižovatky
- Guntramsdorf (km 0) – dálnice A2 (E59)
- Eisenstadt (km 38)[pozn. 1] – rychlostní silnice S31